# 도산동
도산동(道山洞)은 광주광역시 광산구의 동이다.

## 연혁
- 조선시대 : 마을중심에 둥근산이 있어 원산, 둥글메, 도루메 등으로 불렸음.
- 1850년 : 도산리로 개칭.
- 1914년 4월 1일 : 송정면 도산리 통합.
- 1937년 7월 1일 : 송정읍 도산리 개칭.
- 1986년 11월 1일 : 원도산, 신도산, 상도산, 남1동, 남2동, 서동, 황룡리를 합쳐 송정시 도산동으로 행정구역 변경
- 1988년 1월 1일 : 광주직할시 편입 광산구 도산동 개칭
- 1995년 1월 1일 : 광주광역시 광산구 도산동 개칭

## 법정동
- 도산동
- 황룡동

## 교육
- 도산초등학교
- 송정초등학교
- 송정서초등학교

## 주요 시설
기관 
- 도산동 행정복지센터
- 도산지구대

 교통 
- 도산역

 유적 
- 임방울 생가

## 마을 유래
- 상도산(上道山)
  - 도산동의 맨 위에 있다고 해서 ‘상도산’이라고 불렀다. 1900년대 초 김해 김씨 김기출(金基出)이 순천에서 외가인 원도산으로 옮겨와 살다 이곳에 이주 정착했다. 현재 지도에서 도산로 12번길과 송도로 181번길이 만나는 교차지점 즈음에 상도산이라는 지명이 남아 있다. 일제강점기 이곳에 금봉주조회사가 있었는데, 광복 후 해남에서 주조장을 경영했던 나정균이 인수해 한창때는 종업원 수만 70~80명에 달할 만큼 성업했으나 지금은 없어졌다. 나정균은 호남은행 설립자인 현준호의 부친 집에서 집사를 했던 인물이라고 한다. 도산동 1~3통이 상도산지역이다.
- 신도산(新道山)
  - 새로 생긴 마을이라 하여 ‘새터’, ‘새터골’이라고 불렀다. 일제강점기 이 지역에 크고 작은 마을이 형성되며 구분하기 시작하며 붙은 이름이다. 광산 김씨 김판도(金判道)가 화정동에서 농토를 따라 옮겨와 터를 잡았는데, 그 뒤 일본인이 경영하는 대규모 박하공장이 세워지며 그 주위에 민가가 들어섰다. 서양 약초인 박하는 1923년 선암리에 거주하던 일본인이 고향 오카야마현(岡山縣)에서의 경험을 토대로 씨뿌리(種根)를 가져와 시험재배한 것이 시초다. 도산동 행정복지센터 뒤에 있는 고층아파트 단지가 박하공장 자리였다고 한다. 도산동 4~8통이 신도산 지역이다.
- 서동(西洞)
  - 도산동 서쪽에 있다 하여 ‘서도산’이라고 불리다 ‘서동’으로 개칭되었다는 기록과 서도산이 번창해지자 분동되었다는 기록이 있다. 처음 마을이 생성될 때 ‘함박동’이라 불렀다고 하며 곡성에서 한양 조씨 조동선(趙東善)이 입촌해 양잠으로 농가를 일구었다고 한다. 일제강점기에는 주로 일본인들이 운영하던 채소밭이 있었으나 광복 후 황룡강 제방을 축조하며 마을이 형성되었다고 한다. 강이 있어 매운탕집이 성업했고, 강줄기를 막아 보트장을 운영하기도 해 낚시꾼과 천렵꾼, 피서객들이 여름내 몰려들었다고 한다. 장록마을과 연결된 뽕뽕다리가 있었고 홍수가 지면 닭과 오리, 돼지를 비롯해 참외, 수박도 떠 내려와 장대로 걷어 올리는 사람들이 있었다고 한다. 도산동 10~11통이 서동마을에 속했다.
- 남동(南洞)
  - 인구가 늘면서 서도산(서동)에서 떨어져 나왔다. 일본인들이 살던 일본식 건물이 즐비했고, 광복 후 일본인이 남긴 소규모 공장에서 가내수공업으로 양잠과 제사, 밭농사를 주로 했다. 송정교 부근에는 뱃사공이 상주하는 나루터가 있었는데, 광산과 나주를 잇는 교통수단이었다. 도로가 개설되고 공군부대 후문이 개통되며 군 장병 가족들의 정착이 늘었고, 상업이 발달하기 시작했다. 도산동 9통, 13~15통이 남동마을이다. 송정서초등학교 인근에 남동경로당이 있다.
- 원도산(元道山)
  - 맨 먼저 형성된 마을이라 하여 ‘원도산’이라 부른다. 속칭 ‘도리미’, ‘도르메’라고 하는데, 옛날 마을 뒤에 ‘도리미산’으로 부르던 둥근 야산이 있어 붙은 이름이다. 조선 중엽 보성 선씨(寶城宣氏) 일족이 들어와 터를 잡고 살던 집성촌으로 부자마을로 이름난 곳이었지만, 광주공항이 옮겨오면서 마을 일부가 철거되거나 공군부대에 편입되었다. 서남촌(西南村)이라 불렀던 중도산을 포함해 원도산은 도산동 18통이다. 조선 선조 대 무장으로 여진족 침입을 물리치고 임란 때 공을 세웠던 선거이(宣居怡, 1545~1598) 장군을 기리는 정려가 중도산에 있는데, 고내상에 있던 것을 옮겨왔다고 한다.
- 수성(水城)·황룡(黃龍)
  - ‘수성마을 이름을 개칭해 황룡마을이라고 했다’, ‘큰 마을, 작은 마을이 있는데 작은 마을은 작은 수성이라고 하여 큰 마을 북쪽에 있다’는 기록도 있지만, 일제강점기 때 지도를 보면 수성리, 황룡리가 따로 명시되어 있다. 지도상에는 구분되어 있지만 지척에 있어 한 마을로 인식하기도 했던 것으로 보인다. ‘수성’은 홍수가 지면 마을이 물위의 성처럼 보인다 하여 얻은 지명으로 제주 양씨(濟州梁氏) 집성촌이었다. 조선 중기 제주 양씨가 들어와 정착하며 개촌했는데, 황룡에 비해 조촐한 마을이었다. ‘황룡’은 달성 배씨 집성촌인데, 1580년 임진왜란 공신인 배승무(裵承武)가 송암동 노대리에서 옮겨와 마을이 생성되었다고 하며 비행장이 들어서기 전까지 꽤 규모가 큰 마을이었다. 황룡강변에 있다 하여 황룡마을로 불렸으며, 16~17통이다.

## 주거
| 단지명               | 건설사                | 시행사         | 주소                      | 입주        | 비고 |
| -------------------- | --------------------- | -------------- | ------------------------- | ----------- | ---- |
| 도산호반 1차         | 호반건설              | ㈜호반건설     | 광산구 도산로9번길 35     | 1995년 5월  |      |
| 도산호반 2차         | 호반건설              | ㈜호반산업개발 | 광산구 송도로162번길 11-6 | 1998년 3월  |      |
| 대주파크빌 1단지     | 대주건설㈜            | ㈜두림건설     |                           | 2000년 9월  |      |
| 도산 우방아이유쉘    | 에스엠상선㈜ 건설부문 | 벡셀           | 광산구 평동로1098번길 185 | 2016년 12월 |      |
| 송정KTX 우방아이유쉘 | 동아건설산업          | 동아건설산업   | 광산구 평동로1100번길 71  | 2019년 2월  |      |